# Pinheiro Machado
Pinheiro Machado là một đô thị thuộc bang Rio Grande do Sul, Brasil. Đô thị này có diện tích 2227,897 km², dân số năm 2007 là 12939 người, mật độ 7,01 người/km².